# FootballSouth Premier League
Die FootballSouth Premier League (aus Sponsorengründen ODT Southern Men's Premier League genannt) ist eine vom neuseeländischen Fußballregionalverband Southern Football ausgerichtete Liga. Sie umfasst Klubs aus der südlichen Hälfte der Südinsel des Landes und ist innerhalb der Ligapyramide auf der dritten Ebene anzusehen.

## Geschichte
Bis zum Jahr 2009 hatte die Liga den Namen SoccerSouth Premier League. Die Liga wurde seit ihrer Gründung von Caversham und Dunedin Technical dominiert. Mittlerweile haben die sich unter dem neuen Klub Dunedin City Royals, zu einem Klub zusammengeschlossen und dominieren seitdem weiter die Liga, soweit sie dort auch spielen.

## Modus
Die Liga wird von März bis August eines Jahres ausgetragen und besteht aus 10 Mannschaften. Während der 18 Spieltage in der Saison spielt jede Mannschaft insgesamt zwei Mal gegen jede andere. Am Ende bestreitet der Meister der Liga gegen den Meister aus der Mainland Premier League noch ein Finalspiel um die South Island Championship. Dieses Spiel entscheidet seit der Saison 2022 auch um den Aufstieg in die zweitklassige Southern League, innerhalb der National League.

## Bisherige Meister
| Saison | Team                |
| ------ | ------------------- |
| 2000   | Caversham           |
| 2001   | Caversham           |
| 2002   | Caversham           |
| 2003   | Roslyn-Wakari       |
| 2004   | Caversham           |
| 2005   | Caversham           |
| 2006   | Caversham           |
| 2007   | Caversham           |
| 2008   | Caversham           |
| 2009   | Caversham           |
| 2010   | Caversham           |
| 2011   | Dunedin Technical   |
| 2012   | Caversham           |
| 2013   | Dunedin Technical   |
| 2014   | Caversham           |
| 2015   | Caversham           |
| 2016   | Caversham           |
| 2017   | Caversham           |
| 2018   | Dunedin Technical   |
| 2019   | Mosgiel             |
| 2020   | Green Island FC     |
| 2021   | South City Royals   |
| 2022   | Dunedin City Royals |

## Ewige Rangliste
| Platz | Team                | Meisterschaften | Spielzeiten                                                                              |
| ----- | ------------------- | --------------- | ---------------------------------------------------------------------------------------- |
| 1     | Caversham           | 15              | 2000, 2001, 2002, 2004, 2005, 2006, 2007, 2008, 2009, 2010, 2012, 2014, 2015, 2016, 2017 |
| 2     | Dunedin Technical   | 3               | 2011, 2013, 2018                                                                         |
| 3     | Dunedin City Royals | 2               | 2021, 2022                                                                               |
| 4     | Mosgiel             | 1               | 2019                                                                                     |
| 4     | Green Island FC     | 1               | 2020                                                                                     |